# Glypta pictipes
Glypta pictipes là một loài tò vò trong họ Ichneumonidae.